# Gourfaleur
Gourfaleur è un comune francese di 456 abitanti situato nel dipartimento della Manica nella regione della Normandia.

## Società

### Evoluzione demografica
Abitanti censiti